# Северен талапойн
Северен талапойн (Miopithecus ogouensis) е вид бозайник от семейство Коткоподобни маймуни (Cercopithecidae).

## Разпространение
Видът е разпространен в Ангола (Кабинда), Габон, Екваториална Гвинея, Камерун и Република Конго.